# Carlo Alfredo Piatti

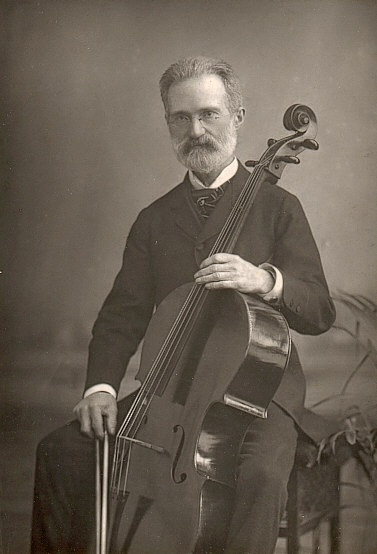

Carlo Alfredo Piatti (Borgo Canale, cerca de Bérgamo, 8 de enero de 1822 - Mozzo, Bérgamo, 18 de julio de 1901) fue un violonchelista y compositor italiano. 
Alfredo Piatti hizo su debut a los 15 años de edad, y empezó sus viajes por Europa a los 16. A pesar de que su talento era indudable, pues sus presentaciones en las ciudades europeas más importantes fueron muy exitosas, Piatti nunca se caracterizó por reunir grandes públicos. Como producto de esto, se vio forzado a vender su primer violonchelo cuando cayó enfermo durante uno de sus primeros viajes por Europa. Cuando se enteró de la grave situación del joven, Franz Liszt lo invitó a aparecer como artista invitado en uno de sus recitales; maravillado por sus capacidades, y viendo lo que este podía hacer usando un instrumento prestado, Liszt decidió regalarle un hermoso instrumento nuevo. Piatti se convirtió entonces en uno de los más conocidos músicos de su época; tan popular por sus hermosas composiciones, como por la impresionante forma en que las interpretaba. En 1844 se presentó ante el público londinense en un concierto filarmónico. 
Piatti tocaba un Stradivarius que actualmente es llamado igual que él, Piatti, y cuyo dueño actual (2007) es el chelista mexicano Carlos Prieto.

## Biografía
Cuando tenía 5 años de edad, Piatti tuvo la oportunidad de elegir entre las profesiones de violonchelista y zapatero. Tras elegir la primera, Piatti fue enviado a donde su tío-abuelo Zanetti, un reconocido violonchelista, para recibir adiestramiento en el instrumento. Luego de dos años de práctica, durante los cuales el pequeño aprendiz demostró sus habilidades con el violonchelo, Zanetti consideró que su pequeño discípulo tenía ya suficiente experiencia, y consiguió un permiso para que este tocara en un concierto de la orquesta en la que él, Zanetti, trabajaba. La única ganancia que Carlo consiguió luego del enorme esfuerzo que realizó para el acto fueron 10 francos que el empresario encargado del concierto le regaló, la mitad de los cuales terminaron a manos de su tío.
Antes del inicio de la siguiente temporada, Zanetti falleció, y su joven sobrino fue elegido como su sucesor en la orquesta. Piatti permaneció allí hasta 1832 cuando, a la edad de 10 años, ingresó al Conservatorio de Milán, donde estudiaría hasta los 15 años y medio de edad. Luego de salir del conservatorio, realizó su debut público como solista, el 21 de septiembre de 1837, tocando un concierto que él mismo compuso, y recibiendo como premio el instrumento con el cual tocó.
Piatti regresó a Bérgamo. Allí, trabajó de nuevo en la orquesta; además, tocaba de noche en la ópera, y acompañaba a su padre a todas las villas cercanas, para presentarse en ellas. Después de un tiempo, empezó a realizar excursiones más grandes, dando conciertos en Turín y Viena, y en varios pueblos italianos más.
Estando en Pesth cayó enfermo, y, no teniendo fondos de reserva, se vio obligado a vender su violonchelo para subsistir. Por suerte, un amigo suyo de Bérgamo se enteró de sus problemas, y viajó a ayudarlo a volver a su pueblo natal. El viaje de regreso requería una parada en Múnich, y allí Piatti conocería a Franz Liszt. Él le explicó su situación al pianista, y este de inmediato lo invitó a tocar en un concierto que daría en esos días. A Piatti le fue prestado el instrumento de Herr. Menter, con el que tocó con gran éxito.
Siguiendo el consejo de Liszt, Piatti viajó a París, a donde llegó en 1844. Utilizando un violonchelo prestado por un amigo suyo, se presentó en varias reuniones privadas. Ese mismo año, Piatti conoció a Habeneck, recibió como regalo un violonchelo Amati de Liszt, y compuso Chant Religieux y Sollnambula. Ese mismo año visitó Ems, Alemania, donde escribió Souvenir d'Ems, y posteriormente viajó a Inglaterra, donde se presentó en fiestas privadas y conciertos, y donde dejaría una gran admiración de todo aquel que lo oía tocar. Piatti permaneció en Londres seis semanas, y durante ese tiempo se presentó en ocho conciertos, dejando una imagen muy alta de sus habilidades.
Luego de viajar por las provincias inglesas, por Escocia e Irlanda, Piatti regresó a Milán. A pesar de su enorme éxito en el país inglés, las ganancias económicas que el músico obtuvo fueron mínimas, y tuvo que recurrir a una de sus amistades inglesas para conseguir dinero para volver a su país natal.
Piatti posteriormente realizaría más viajes internacionales: en 1845, viajó a Rusia por primera vez. Como resultado de su viaje, compuso Mazurka Sentimentale y Fantaisie Russe; esta última fue oída por vez primera en público en 1860, en un concierto de la Unión Musical. En 1846, Piatti volvió a viajar a Inglaterra, recibiendo una gran cantidad de ofertas y contratos de presentaciones y, como siempre, mostrando su genial habilidad a todo aquel que lo oyera.
Piatti pasó los últimos meses de su vida en el hogar de su hija, acompañado de sus familiares más cercanos. Aunque su capacidad mental se mantuvo intacta en todo momento, a partir de 1900 la salud física de Piatti empezó a degradarse. Finalmente, la enfermedad del corazón que venía sufriendo causó su muerte justo antes de la medianoche del 18 de julio de 1901.

## Composiciones
Compuso dos conciertos para violonchelo, un concertino para violonchelo, seis sonatas para violonchelo, lieder para voz y acompañamiento de violonchelo, y varios solos de violonchelo. Además, creó un método para chelo.

### Violonchelo
- Capriccio over a theme from Niobe by Giovanni Pacini op. 22 for cello solo (on the aria, cavatina, I tuoi frequenti palpiti)
- Twelve Caprices for cello solo, op. 25

### Violonchelo ypiano
- Air Baskyrs op. 8
- Am Meer, Serenade, Ave Maria (Franz Schubert / Alfredo Piatti)
- Canto di primavera
- Canzonetta
- Danza moresca
- Elegia per la morte di Cavour
- Entreaty / Supplication / Bitte
- Follia su un’aria di Geminiani
- Gagliarda
- Impromptu sopra un’aria di Purcell nella “Regina indiana
- Introduction and Variations on a theme from Donizetti’s Lucia di Lammermoor op. 2
- Introduzione e Allegro alla Spagnuola
- La Bergamasca op. 14
- Gita in gondola / La Danza
- Les Fiancés op. 7
- Mazurka Sentimentale op. 6
- Notturno op.20
- Ossian’s song, Ballad
- Passetemps Sentimental op. 4
- Pioggia d’Aprile
- Sérénade Italienne op. 17
- Siciliana op. 19
- Souvenir de la Sonnambula op. 5
- Tarantella op. 23
- Tema e Variazioni
- The race – La corsa
- Rimembranze del "Trovatore" di Verdi, Op. 20

### Violonchelo yorquesta
- Air Baskyrs op.8
- Entreaty / Supplication / Bitte
- Serenata for two cellos and orchestra
- Theme and Variations

### Dos violonchelos
- Elegia per la morta di Anton Rubinstein
- Serenata for two cellos and orchestra
- Serenata for two cellos and piano

### Cuatro violonchelos
- ln Vacanza (1891)

### Transcripciones de trabajos de otros músicos
Brahms-Piatti: Twenty-One Hungarian Dances (1881)